# 辻玄哉
辻 玄哉（つじ げんさい、生年不詳 - 天正4年10月11日（1576年11月1日））は、室町時代後期の茶人、連歌師。茶道の一派である松尾流の始祖とされる。わび茶を大成させたとされる千利休の師であった可能性が、近年、指摘されている。

## 名前の読み方
『角川茶道大事典』には「げんや」というフリガナがされているが、玄哉と同時代に記された歴史資料である『天王寺屋会記』や連歌資料に「玄才」、「玄栽」、「玄載」と宛て字で書かれていることから、「げんさい」と読むのが正しい。

## 生涯
生誕年は不明。松尾家の家伝によると、堺の辻家に養子として入り、その後、京都新在屋町（現在の京都御苑敷地内）に住み、「墨屋」を屋号とする呉服商を営んだ。
天文14年（1545年）までには、連歌師の里村昌休に師事したとされる。その後、記録に残っているだけでも71の連歌会に参加している。
天文20年（1551年）には、三好長慶や里村紹巴らとの連歌会に参加。その3年後には、熟練した連歌師にしか任されない、連歌会の発句をつくる役目を担っている。里村紹巴は兄弟子にあたり、記録に残る玄哉が参加した連歌会のほぼ全てに出席していて、玄哉に『源氏物語』の口伝を伝授した。
また、茶人としても、武野紹鴎に師事し、その「一の弟子」と評されている（『山上宗二記』）。紹鷗の茶会に参加したとの記録が残る松屋久政らを、弘治3年（1557年）に招待して茶会を開いている（『松屋会記』）。また、堺の津田宗達邸で行われた茶会に参席している（『天王寺屋会記』）。
永禄11年（1568年）に御所呉服御用の修理大夫となり諸役を免除される。東山御文庫本『永文』の奥書にも、「修理入道」を名乗ったとの記述がある。
元亀2年（1571年）、聖護院門跡道澄、細川幽斎、里村紹巴、津田宗及らと、連歌会に参加（『大原野千句』）。
天正3年（1575年）、津田宗及を招いて茶会を開く（『天王寺屋会記』）。
天正4年（1576年）10月11日に死去したことが、新在屋町の地子徴収権をもつ山科家の『言継卿記』に記載されている。

## 利休の師であったと考えられる理由
利休と同時代に生きた山上宗二が書いた『山上宗二記』に以下の記述がある。
「小壷」とは、丸形の唐物茶入のことで、当時の茶の湯で最も重視されていた。「小壷大事」とは、「小壷」を使った点前やその鑑識についての秘伝。「印可」とは、仏教において師が悟りを得た弟子にそのことを証明すること。「宗易」とは千利休の本名で、「拙子」は著者である宗二のこと。
つまり、辻玄哉は武野紹鷗から「小壷」の取り扱いについての秘伝を授かった唯一の弟子であり、利休と宗二にも「小壷」の取り扱いについての秘伝が授けられた、と書かれている。誰が利休と宗二に授けたのかが明記されていないが、紹鷗から伝授された唯一の弟子である辻玄哉しか有り得ない、と推測される。
また、利休の孫である千宗旦は、利休が辻玄哉から台子点前を教わった、と弟子の藤村庸軒に話している（『茶話指月集』）。

## 法華宗との関わり
玄哉は、兄の江村栄紀と共に、当時六条堀川にあった本圀寺の檀那であり、玄哉の住んだ京都新在屋町の住民のほとんどは法華宗徒だった。
玄哉の子と孫である、五助等政と甚介宗二は、対馬に流罪になっていた法華宗不受不施派の祖である日奥が慶長17年（1612年）に赦免された際、対馬へ渡り、日奥を迎えに行っている。
承応2年（1653年）に、利休の曾孫である江岑宗左が、仕える紀州徳川家に提出した『千利休由緒書』には、利休の師は紹鷗であると書かれ、玄哉の名前は出てこない。その理由は、後の寛文5年（1665年）に禁制となる不受不施派と、辻玄哉の子孫が深い関わりを持っていたため、千家と辻玄哉の関わり合いを隠すためだった可能性がある。その結果、利休の師は紹鷗であるとの説が『南方録』を通じて広まったと考えられる。

## 辻玄哉の茶の湯
上述の1557年と1575年の両方の茶会で、玄哉は茄子形の茶入を方盆に載せて床の前に飾っている（『松屋会記』『天王寺屋会記』）。天正5年（1577年）の『天正名物記』には、玄哉が所持し、元々は紹鷗が所持していたものとして、茄子茶入の記載がある。「小壷大事」の秘伝と共に、この茶入が紹鷗から玄哉へ贈られた可能性がある。その後、肥前鍋島家、川越松平家を経て、現在は、サンリツ服部美術館が「紹鷗茄子」として所蔵している。また、大正時代の茶道具図録『大正名器鑑』に掲載されている。
また、1557年の茶会では、玄哉は「信楽水差」を使っている（『松屋会記』）。山上宗二が『山上宗二記』にて「玄哉信楽鬼桶」として、五つある名物水差のうちの一つに数えているものと同じと思われる。「鬼桶」と『山上宗二記』で呼ばれている信楽水差は他になく、信楽水差の中で現在最も評価が高い鬼桶型を、玄哉が見出したと考えられる。この水差は、元亀2年（1571年）3月2日に津田宗及が百貫文で玄哉から買い取り、その後織田信忠が所有し、本能寺の変で焼失したとされる。
その他、玄哉が所持していた籠花入と五徳二重輪蓋置を、筒井順慶が、玄哉没後の天正11年1月26日に開いた茶会で使用している（『松屋会記』）。その茶会に招かれた松屋久政は、籠のスケッチを残し、蓋置を賞賛している。
玄哉は、永禄12年（1569年）以降の織田信長による茶道具の「名物狩」を逃れていることから、前述の茄子形の茶入以外に唐物茶道具を所持していなかったとみられる。鬼桶型の信楽水差や籠花入などを見出す目利きであったにも拘らず、唐物を一つ以上は使わずにわび茶を実践し、弟子の利休に影響を与えたのではないか、と推測される。